# 周义澄
周义澄（1946年—），笔名亚衣，美籍华人作家、哲学家。

## 生平
上海人。1963年入读复旦大学新闻系本科，1968年毕业。1978年考入复旦大学哲学系自然辯證法（科學哲學與科學史）專業，1981年獲哲學碩士學位，后留校任教。复旦大学哲学系1983级博士生。
1983年秋，复旦大学哲学系俞吾金、安延明、吴晓明、谢遐龄、陈奎德、周义澄写了一个《认识论改革提纲》，对当时国内流行的哲学教科书体系提出了尖锐的批评。这份《认识论改革提纲》，当即遭到了与会保守人士的批判。复旦大学哲学系于1984年设立西方马克思主义教研室，与俞吾金、陈学明、忻剑飞为最初四名教师之一。
1986年博士毕业。曾任复旦大学哲学系讲师、副教授，中国自然辩证法学会理事，基辅大学、哥伦比亚大学访问学者。六四事件后从苏联经欧洲赴美，后加入美国国籍。曾任《中国之春》、《北京之春》执行编辑，至2010年。

## 著作
- [苏]A·H·鲁克. . 由周义澄; 毛疆翻译. 哈尔滨市: 黑龙江人民出版社. 1985.
- 周义澄. . 北京市: 人民出版社. 1986.[12]
- 周义澄. . 上海市: 上海人民出版社. 1988. ISBN 7-208-00169-3.[13]
- 周义澄. . 香港: 香港夏菲爾出版有限公司. 2005. ISBN 988-97378-1-7.[3]
- 周义澄. . 纽约: 巴诺出版社. 2020. ISBN 978-1-663-57423-7.
- 周义澄. . 纽约: 巴诺出版社. 2021. ISBN 978-1-663-59984-1.[10]
- 周义澄. . 纽约: 巴诺出版社. 2023. ISBN 979-8-369-20075-9.
- 周义澄. . 纽约: 巴诺出版社. 2023. ISBN 979-8-369-20075-9.